# فلدافینگ
فلدافینگ (به آلمانی: Feldafing) یک شهر در آلمان است که در بایرن واقع شده‌است.

## خصوصیات
فلدافینگ ۹٫۱۵ کیلومترمربع مساحت دارد ۶۴۶ متر بالاتر از سطح دریا واقع شده‌است.